# Atzeroler
L'atzeroler, atzerolera o soroller (Crataegus azarolus) és una planta amb flors del gènere Crataegus dins la família de les rosàcies.

## Nom popular
Normativament, és coneguda amb els noms d'atzeroler, atzerolera o soroller (al País Valencià). També s'han recollit les variants lingüístiques atzaroler, atzeroller, ceroler, seroler, serolera, seroller, siroler i sirolera. El fruit s'anomena atzerola, però addicionalment pot rebre el nom de sorolla, i s'han recollit les variants lingüístiques serola i sirola.

## Distribució
És una planta originària de l'est del Mediterrani. L'atzerolera és conreada o subespontània als Països Catalans.

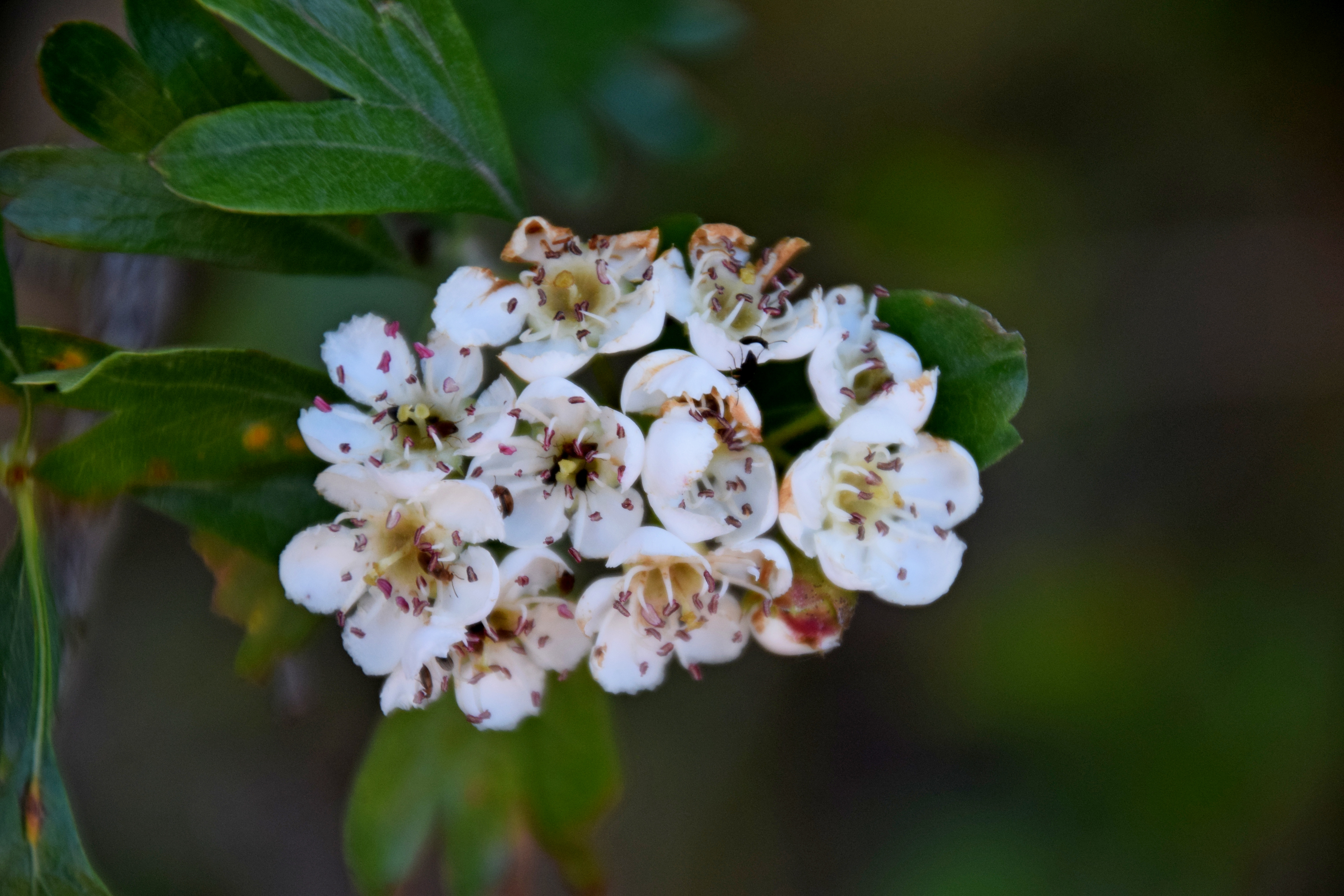
La flor de l'atzeroler

A Mallorca es troba solament com a arbre de cultiu, sovint empeltat damunt un cirerer de pastor.

## Morfologia
Es tracta d'un petit arbre caducifoli de 5 a 10 m d'alt, molt lent a créixer però que pot viure 600 anys o més. El tronc, quan l'arbre és vell, presenta l'escorça esquinçada en tires, i la fusta és molt dura i apreciada en ebenisteria. Les branques són espinoses, i les fulles coriàcies pubescents triangulars, i de 3 a 5 lòbuls.

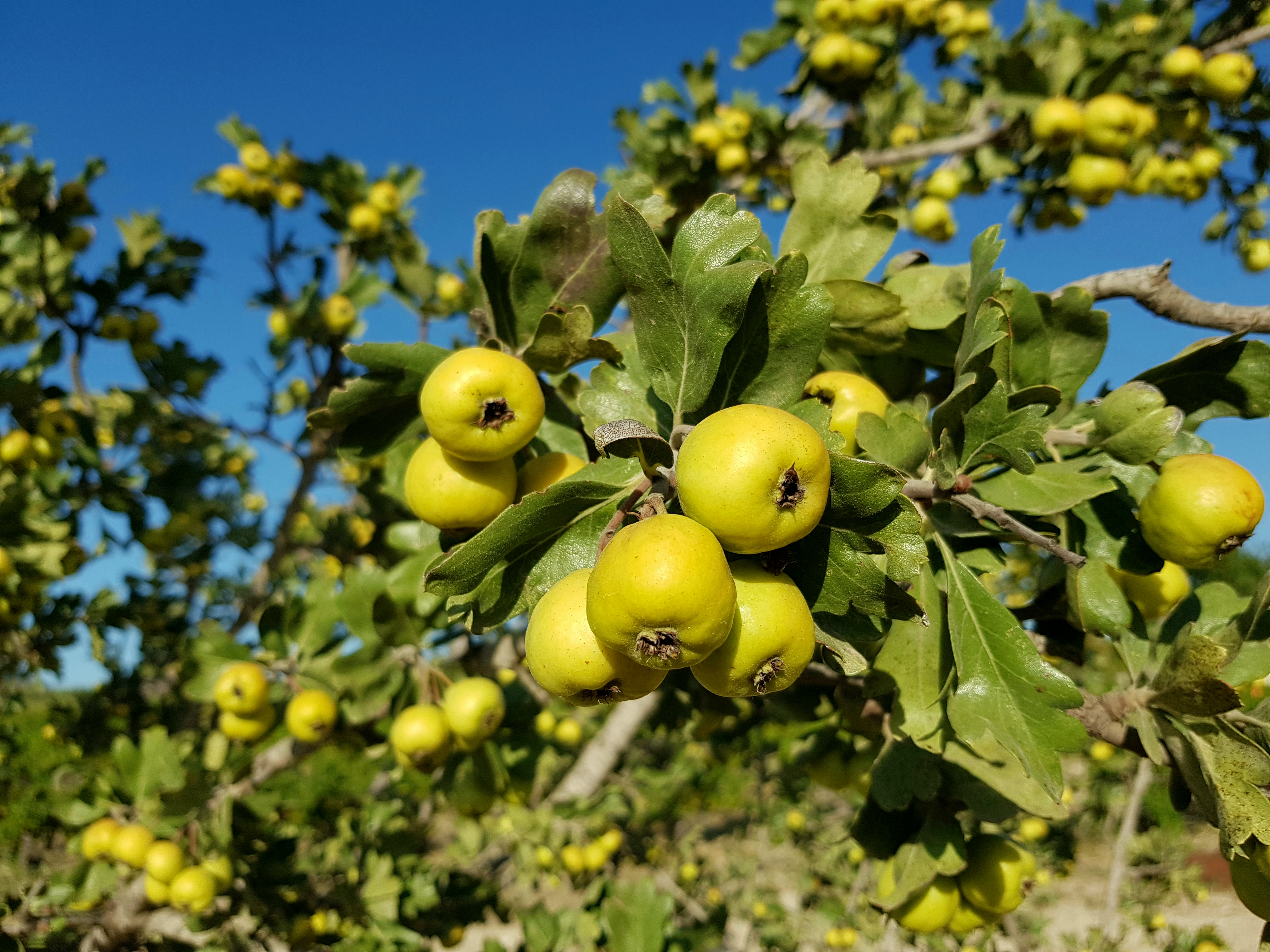
Atzeroles blanques

Les flors són blanques i fragants, i apareixen en corimbes de fins a 20 flors. L'arbre floreix a la primavera, entre març i abril.
Els fruits tenen en forma de poms arrodonits, d'uns 3 cm i de color variable, de vermell a blanc passant per groc. La polpa és farinosa i de gust dolç i acídul. Té d'una a quatre llavors molt dures. Quan la flor ha caigut, cap al mes de maig, comença el seu procés de maduració, que s'allarga durant tot l'estiu i culmina cap al setembre, que és quan són més saborosos.

## Conreu
És una planta molt resistent a glaçades de fins a 20 graus Celsius sota zero. Accepta la majoria de sòls excepte els molt argilosos i massa humits. Es pot reproduir per llavors sotmeses al procés d'estratificació per estovar-les i facilitar la germinació. També es multiplica per empelt en altres espècies del gènere Crataegus o sobre l'aranyoner.

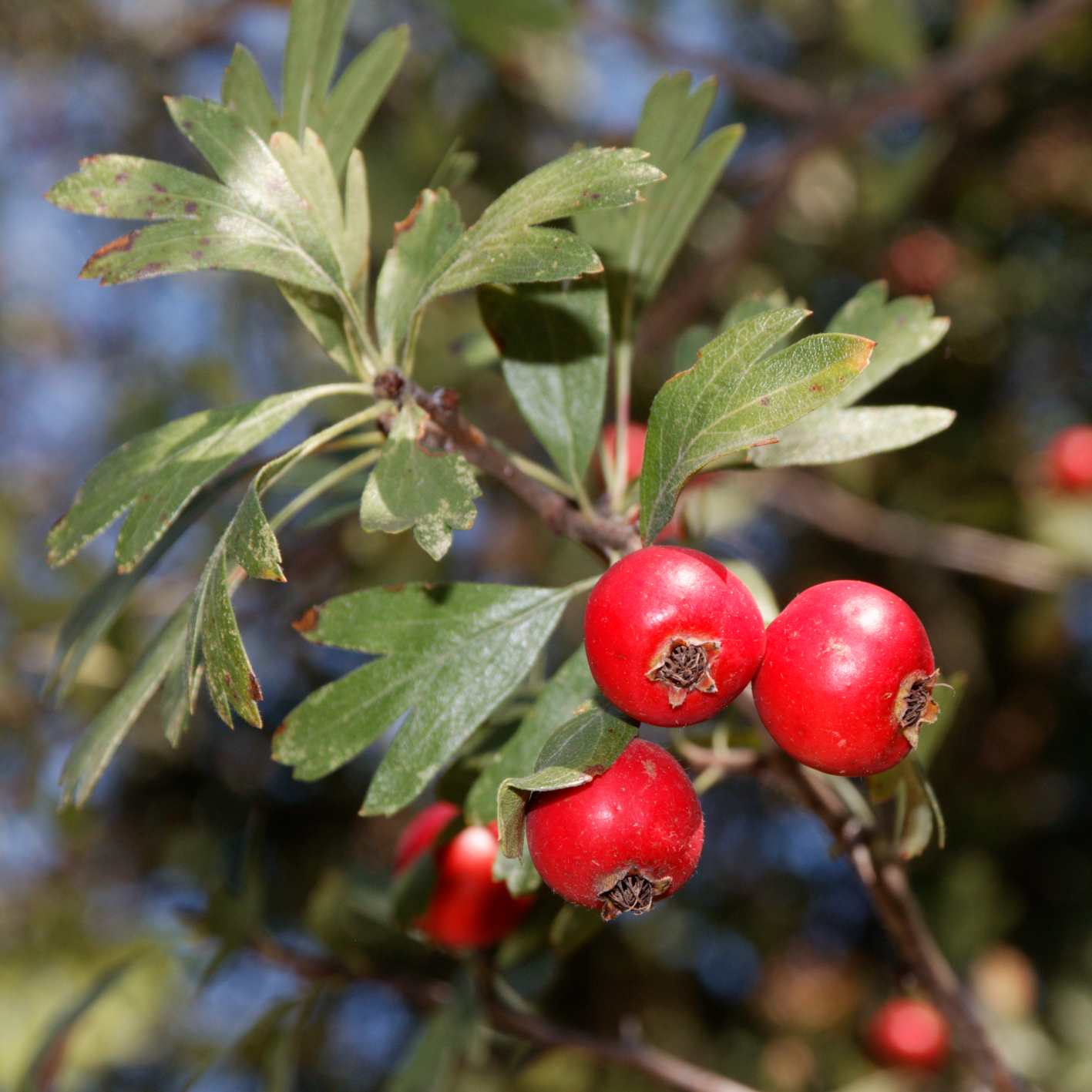
Atzeroles vermelles

El conreu ja es feia en època dels romans i abans era molt comú a Aragó i el País Valencià principalment. Hi ha un cert interès a recuperar aquest conreu molt adaptable a l'agricultura ecològica per la seva resistència a plagues i malalties, al contrari que la majoria dels fruiters. Es conrea a Califòrnia en regadiu i aleshores l'arbre no és tan lent en créixer.
Els fruits (molt heterogenis segons les varietats conreades pel que fa a qualitats organolèptiques) es poden consumir directament o fer-ne sucs i melmelades molt apreciades. També es poden menjar les fulles tendres i les flors.

## Propietats
Com altres espècies del gènere dels arços (Crataegus) té propietats medicinals comprovades científicament. Els fruits són rics en flavonoides i vitamines A i C. Les flors són antiespasmòdiques, fan baixar la tensió (hipotensores) són sedatives (contra problemes d'insomni) vasodilatadores i tòniques per al cor.

## Curiositats
El nom deriva del nom de l'atzerola en àrab, segurament a través de l'aragonès va passar a les altres llengües llatines.
El calendari republicà francès va dedicar a l'atzeroler un dels dies de la tardor.
L'atzerola no s'ha de confondre amb la planta tropical Malpighia emarginata coneguda com a acerola en anglès.

## Híbrids
Al Rosselló i a Mallorca hi apareix un híbrid natural entre l'atzeroler i l'arç blanc o cirerer de pastor (Crataegus monogyna) que ha rebut el nom de Crataegus ruscinonensis. Aquest híbrid té les fulles trilobulades, a diferència de l'atzeroler, que les té pentalobulades, i l'arç blanc, que les té pinnatipartides amb 3-7 lòbuls aguts; a més, els fruits són saborosos com els de l'atzeroler, però no tan grossos, sense ser tan petits com els de l'arç blanc.